# Copăceni, Ilfov
Copăceni (în trecut, Copăcenii-Mogoșești) este o comună în județul Ilfov, Muntenia, România, formată numai din satul de reședință cu același nume.

## Așezare
Comuna Copăceni se află situată în partea de sud a județului Ilfov, în Câmpia Română, pe malul stâng al râului Argeș. Este străbătută de șoseaua județeană DJ401D, care o leagă spre est de Vidra și spre nord-est de 1 Decembrie (unde se intersectează cu DN5), și mai departe de Dărăști-Ilfov și Măgurele.
Cel mai apropiat oraș este Măgurele, la 7 km distanță de centrul comunei, iar municipiul București, centru politic și administrativ al județului Ilfov, se află la 7 km.
Se învecinează cu:
- în partea de sud: comuna Adunații Copăceni;
- la est: cu teritoriul administrativ al comunei Vidra;
- la nord: teritoriul administrativ al comunei Jilava;
- la vest: cu teritoriul administrativ al localității 1 Decembrie

## Demografie
Componența etnică a comunei Copăceni
     Români (93,7%)
     Alte etnii (0,16%)
     Necunoscută (6,14%)
Componența confesională a comunei Copăceni
     Ortodocși (92,17%)
     Alte religii (0,89%)
     Necunoscută (6,94%)
Conform recensământului efectuat în 2021, populația comunei Copăceni se ridică la 3.129 de locuitori, în scădere față de recensământul anterior din 2011, când fuseseră înregistrați 3.131 de locuitori. Majoritatea locuitorilor sunt români (93,7%), iar pentru 6,14% nu se cunoaște apartenența etnică. Din punct de vedere confesional, majoritatea locuitorilor sunt ortodocși (92,17%), iar pentru 6,94% nu se cunoaște apartenența confesională.

## Politică și administrație
Comuna Copăceni este administrată de un primar și un consiliu local compus din 11 consilieri. Primarul, Ionuț Marin[*], de la Coaliția Națională pentru România, este în funcție din 2012. Începând cu alegerile locale din 2024, consiliul local are următoarea componență pe partide politice:
|  | Partid                            | Consilieri | Componența Consiliului | Componența Consiliului | Componența Consiliului | Componența Consiliului | Componența Consiliului | Componența Consiliului | Componența Consiliului | Componența Consiliului |
|  | --------------------------------- | ---------- | ---------------------- | ---------------------- | ---------------------- | ---------------------- | ---------------------- | ---------------------- | ---------------------- | ---------------------- |
|  | Coaliția Națională pentru România | 8          |                        |                        |                        |                        |                        |                        |                        |                        |
|  | Alianța pentru Unirea Românilor   | 2          |                        |                        |                        |                        |                        |                        |                        |                        |
|  | Partidul Puterii Umaniste         | 1          |                        |                        |                        |                        |                        |                        |                        |                        |

## Istorie
La sfârșitul secolului al XIX-lea, comuna se numea Copăceni-Mogoșești, făcea parte din plasa Sabarul a județului Ilfov și era formată din satele Copăcenii de Jos, Nucari-Mănăstirea, Varlaam și Mogoșești, totalizând 1872 de locuitori ce trăiau în 422 de case și 2 bordeie. În comună funcționau 2 școli mixte și 3 biserici ortodoxe (la Copăcenii de Jos, Nucari-Mănăstirea și Mogoșești). În 1925, era inclusă în plasa Vidra a aceluiași județ, fiind formată din satele Copăcenii de Jos, Varlaam, Mănăstirea, Mogoșești, Copăcenii de Sus și Copăcenii-Sf. Ioan (după ce comuna Copăcenii de Sus a fost desființată și inclusă în ea), având în total 6500 de locuitori.
În 1950, comuna a fost inclusă în raionul Vidra și apoi (după 1960) în raionul Giurgiu, ambele din regiunea București. În 1968, comuna a fost desființată, satele Varlaam și Mogoșești revenind comunei Adunații-Copăceni, iar satele Copăcenii de Jos și Copăceni-Mănăstirea fiind comasate într-unul singur (Copăceni) și arondate comunei 30 Decembrie, ambele arondate județului Ilfov, reînființat. Comuna a fost reînființată în 2005, prin separarea satului Copăceni de comuna 1 Decembrie (noul nume al comunei 30 Decembrie), satul devenind unica localitate componentă a comunei.

## Monumente istorice
Singurul obiectiv din comuna Copăceni inclus în lista monumentelor istorice din județul Ilfov ca monument de interes local este biserica cu hramurile „Adormirea Maicii Domnului” și „Sfântul Dumitru”, datând din 1827 (renovată în 1939). Ea este clasificată ca monument de arhitectură.